# 圣马丁和穆德里安
圣马丁和穆德里安（西班牙語：San Martín y Mudrián）是西班牙卡斯蒂利亚-莱昂塞戈维亚省的一个市镇。 总面积43平方公里，总人口274人（2001年），人口密度6人/平方公里。